# Новые Ляды (Калужская область)
Новые Ляды — деревня в Мосальском районе Калужской области. Входит в состав сельского поселения «Село Дашино».
Расположена в 2 км от районного центра — города Мосальска, на западе Калужской области, в 20 км от автотрассы А101 Москва — Рославль. И в 8 км от центра сельского поселения — села Дашино.

## Застройка
Площадь жилой застройки — 4,27 га, строительство инженерных сооружений — 4,98 га.
В деревне располагаются две улицы: Апатитская и Цветочная.
В 2010 году на данной площадке введено в эксплуатацию: 0,89 км водопровода, 0,88 км газопровода, 1,52 км линий электроснабжения, станция очистки сточных вод, автодорога и тротуары, выполнено благоустройство.
В результате строительства планируется разместить жилой посёлок малоэтажной застройки, состоящий из 22 одноквартирных жилых домов площадью 50 м², 75 м², 100 м². Площадь приусадебных земельных участков составляет от 0,12 га до 0,15 га, что позволит вести личное подсобное хозяйство.
В 2011 году за счёт средств инвестора ЗАО «МПРК „ГРАС“» построено 8 жилых домов, 5 из которых приобретены гражданами, получателями социальных выплат в рамках ОЦП «Социальное развитие села Калужской области до 2013 года».

## Экономика
На территории данного сельского поселения располагается сельскохозяйственное предприятие ООО «Мосальская Нива», специализирующееся на откорме крупного рогатого скота. Кроме того, вблизи расположен СПК «Октябрьский», в котором в настоящее время ведется строительство животноводческого комплекса на 500 скотомест.

## Население
| 2010 |
| ---- |
| 15   |

Гендерный состав
По данным Всероссийской переписи населения 2010 года проживает 7 мужчин (47 %) и 8 женщин (53 %).